# 바그너주머니날개박쥐
바그너주머니날개박쥐 또는 밤색주머니날개박쥐(Cormura brevirostris)는 대꼬리박쥐과에 속하는 박쥐의 일종이다. 남아메리카와 중앙아메리카의 토착종이다. 바그너주머니날개박쥐속(Cormura)의 유일종이다.

## 특징
대꼬리박쥐과에 속하는 비교적 작은 박쥐로 성체의 몸길이는 7cm, 몸무게는 7~11g이다. 몸과 날개 안쪽 그리고 상체와 하체 표면의 상완골 중간과 대퇴골 중간까지 멀리 부드럽고 촘촘한 털이 덮여있다. 털은 갈색-검은색 또는 붉은색-갈색이며, 상체가 더 진하고 하체는 연한 색을 띤다. 날개는 검고, 비막은 발목까지 이어진다.
다리 사이의 비막 중간에 꼬리가 돌출해 있지만, 다리를 넘을 정도로 길지 않고 그림자에 가려 보이지 않는다. 꼬리 길이는 약 1.5cm 정도지만 비막 밖으로 보이는 부분은 겨우 1~3mm 정도의 꼬리 끝에 불과하다. 대부분의 수컷은 팔다리 앞쪽 표면의 비막 중간에 주머니를 갖고 있으며 비막 끝부터 거의 팔꿈치까지 이어진다. 몸에 아주 가깝게 있는 주머니가 다른 모든 주머니날개박쥐와 구별되는 특징이다.

## 분포 및 서식지
남쪽에서 바그너주머니날개박쥐는 에콰도르 동부와 페루부터 볼리비아 북부를 거쳐 브라질 중부 지역과 같은 동부까지 분포한다. 북쪽에서는 콜롬비아 전역과 베네수엘라 그리고 기아나부터 중앙아메리카를 거쳐 니카라과 동부까지 지역에서 발견된다. 아종은 알려져 있지 않다. 자연 서식지는 아열대 또는 열대 기후 지역의 습윤 저지대 숲이다.

## 생태 및 습성
바그너주머니날개박쥐는 수관층 주변과 그 아래의 열린 공간과 틈 속에서 곤충을 먹이로 구한다. 어스름 이후와 동트기 직전에 주로 활동하며 낮에는 나무 구멍 또는 쓰러진 나무 속에서 시간을 보낸다. 최대 5마리까지 각자 한마리 이상의 암컷과 함께 무리를 지어 생활한다.
반향정위 신호는 3개의 짧은 주파수로 이루어져 있으며, 각각 마지막보다 높고 25~32kHz까지 올라간다. 이 주파수는 먼 거리의 날아가는 곤충을 탐지하는 데 최적화되어 있다. 파나마에서 관찰된 보고에 의하면, 4월과 5월 사이에 번식을 하지만 다른 해에는 다른 때 번식을 할 수도 있다.